# Eerste klasse 1980-81 (basketbal België)
Het seizoen 1980-1981 was de 34e editie van de hoogste basketbalcompetitie.
Omwille van de laattijdige aankondiging van de Gentse fusie traden er dit seizoen slechts 13 ploegen aan in de eerste afdeling Racing Antwerp BBC en BK Tongeren waren de nieuwkomers. Sunair BC Oostende werd voor het eerst kampioen, het won na de reguliere competitie de play-offs . Ook de beker van België werd binnengehaald

## Naamwswijziging
- Royal Fresh Air Molenbeek werd Royal Anderlecht
- BC Rimelago Aarschot werd BC Toptours Aarschot

## Fusie
- BBC Hellas en BBC Gent smolten samen tot BBC Hellas Gent

## Eindstand
|  |    |                              | P  | W  | V  | G | Ptn |
|  | -- | ---------------------------- | -- | -- | -- | - | --- |
|  | 1  | Sunair BC Oostende           | 24 | 18 | 6  | 0 | 36  |
|  | 2  | Maes Pils Mechelen           | 24 | 17 | 7  | 0 | 34  |
|  | 3  | Eveil Monceau                | 24 | 16 | 8  | 0 | 32  |
|  | 4  | Royal Anderlecht             | 24 | 14 | 10 | 0 | 28  |
|  | 5  | CEP Fleurus                  | 24 | 14 | 10 | 0 | 28  |
|  | 6  | SFX Verviers                 | 24 | 14 | 10 | 0 | 28  |
|  | 7  | BBC Hellas Gent              | 24 | 12 | 12 | 0 | 24  |
|  | 8  | R. Standard Boule D'Or Liège | 24 | 12 | 12 | 0 | 24  |
|  | 9  | Racing Antwerp BBC           | 24 | 11 | 13 | 0 | 22  |
|  | 10 | St.-Truiden BB               | 24 | 9  | 15 | 0 | 18  |
|  | 11 | BC Toptours Aarschot         | 24 | 8  | 16 | 0 | 16  |
|  | 12 | SC Avanti Basket Brugge      | 24 | 6  | 18 | 0 | 12  |
|  | 13 | BK Tongeren                  | 24 | 5  | 24 | 0 | 10  |

## Play offs
- Best of three

Maes Pils Mechelen - Eveil Monceau 85-94
Eveil Monceau - Maes Pils Mechelen 66-69
Maes Pils Mechelen - Eveil Monceau 81-62
Sunair BC Oostende - Royal Anderlecht 86-79
Royal Anderlecht - Sunair BC Oostende 70-56
Sunair BC Oostende - Royal Anderlecht 91-80
- Best of five

Sunair BCO - Maes Pils Mechelen 80-78
Maes Pils Mechelen - Sunair BCO 73-71
Sunair BCO - Maes Pils Mechelen 85-76
Maes Pils Mechelen - Sunair BCO 86-80
Sunair BCO - Maes Pils Mechelen 102-76
1928 · 1929 · 1930 · 1931 · 1932 · 1933 · 1934 · 1935 · 1936 · 1937 · 1938 · 1939 · 1940 · 1941 · 1942 · 1943 · 1944 · 1945 · 1946 · 1947 · 1948 · 1949 · 1950 · 1951 · 1952 · 1953 · 1954 · 1955 · 1956 · 1957 · 1958 · 1959 · 1960 · 1961 · 1962 · 1963 · 1964 · 1965 · 1966 · 1967 · 1968 · 1969 · 1970 · 1971 · 1972 · 1973 · 1974 · 1975 · 1976 · 1977 · 1978 · 1979 · 1980 · 1981 · 1982 · 1983 · 1984 · 1985 · 1986 · 1987 · 1988 · 1989 · 1990 · 1991 · 1992 · 1993 · 1994 · 1995 · 1996 · 1997 · 1998 · 1999 · 2000 · 2001 · 2002 · 2003 · 2004 · 2005 · 2006 · 2007 · 2008 · 2009 · 2010 · 2011 · 2012 · 2013 · 2014 · 2015 · 2016 · 2017 · 2018 · 2019 · 2020 · 2021